# Federico Enrico di Prussia
Federico Enrico Alberto di Prussia (Hannover, 15 aprile 1874 – Zawidów, 13 novembre 1940) è stato un principe e ufficiale prussiano, membro del Casato di Hohenzollern.

## Biografia
Federico Enrico nacque ad Hannover, primogenito di Alberto di Prussia e Maria di Sassonia-Altenburg; i suoi nonni paterni erano il principe Alberto di Prussia e la principessa Marianna dei Paesi Bassi. I suoi nonni materni erano Ernesto I di Sassonia-Altenburg e Agnese di Anhalt. Studiò legge all'Università Humboldt di Berlino e nel 1895 divenne membro della confraternita Corps Borussia Bonn; successivamente divenne un membro onorario delle Burschenschaft e viaggiò in Italia, Norvegia e Svezia.
Dopo la fine degli studi si arruolò nell'esercito prussiano e nel 1902 fu promosso a comandante dello stato maggiore generale tedesco. Due anni più tardi divenne comandante del 1. Brandenburgischen Dragoner-Regiments Nr. 2, di cui fu promosso a colonnello nel 1906.
All'inizio del 1907 fu degradato ed espulso dall'esercito prussiano a causa della sua omosessualità, che gli era già costata il titolo di Herrenmeister dell'Ordine di San Giovanni del baliaggio di Brandeburgo. Quando il suo orientamento sessuale divenne noto al grande pubblico, Theobald von Bethmann-Hollweg gli consigliò di lasciare Berlino e Federico Enrico viaggiò nell'Egitto meridionale prima di tornare in Germania e condurre una vita isolata nelle sue tenute in Slesia. Nonostante gli scandali, il principe fu benvoluto presso le popolazioni locali per gli sviluppi economici che portò alla regione.
Non si sposò mai né ebbe figli.

## Ascendenza
|                                    |                                   |                                      | Genitori                                      |  |  | Nonni |  |  | Bisnonni                             |  |  | Trisnonni                            |  |
|                                    |                                   |                                      |                                               |  |  |       |  |  | 8. Federico Guglielmo III di Prussia |  |  | 16. Federico Guglielmo II di Prussia |  |
|                                    |                                   |                                      |                                               |  |  |       |  |  | 8. Federico Guglielmo III di Prussia |  |  | 16. Federico Guglielmo II di Prussia |  |
|                                    |                                   | 17. Federica Luisa d'Assia-Darmstadt |                                               |  |  |       |  |  | 8. Federico Guglielmo III di Prussia |  |  |                                      |  |
| 4. Alberto di Prussia              |                                   |                                      |                                               |  |  |       |  |  | 8. Federico Guglielmo III di Prussia |  |  |                                      |  |
|                                    |                                   | 9. Luisa di Meclemburgo-Strelitz     | 18. Carlo II di Meclemburgo-Strelitz          |  |  |       |  |  |                                      |  |  |                                      |  |
|                                    |                                   | 9. Luisa di Meclemburgo-Strelitz     | 18. Carlo II di Meclemburgo-Strelitz          |  |  |       |  |  |                                      |  |  |                                      |  |
|                                    |                                   | 9. Luisa di Meclemburgo-Strelitz     | 19. Federica d'Assia-Darmstadt                |  |  |       |  |  |                                      |  |  |                                      |  |
| 2. Alberto di Prussia              |                                   | 9. Luisa di Meclemburgo-Strelitz     |                                               |  |  |       |  |  |                                      |  |  |                                      |  |
|                                    |                                   | 10. Guglielmo I dei Paesi Bassi      | 20. Guglielmo V di Orange-Nassau              |  |  |       |  |  |                                      |  |  |                                      |  |
|                                    |                                   | 10. Guglielmo I dei Paesi Bassi      | 20. Guglielmo V di Orange-Nassau              |  |  |       |  |  |                                      |  |  |                                      |  |
|                                    |                                   | 10. Guglielmo I dei Paesi Bassi      | 21. Guglielmina di Prussia                    |  |  |       |  |  |                                      |  |  |                                      |  |
| 5. Marianna di Orange-Nassau       |                                   | 10. Guglielmo I dei Paesi Bassi      |                                               |  |  |       |  |  |                                      |  |  |                                      |  |
|                                    |                                   | 11. Guglielmina di Prussia           | 22. Federico Guglielmo II di Prussia (= 16)   |  |  |       |  |  |                                      |  |  |                                      |  |
|                                    |                                   | 11. Guglielmina di Prussia           | 22. Federico Guglielmo II di Prussia (= 16)   |  |  |       |  |  |                                      |  |  |                                      |  |
|                                    |                                   | 11. Guglielmina di Prussia           | 23. Federica Luisa d'Assia-Darmstadt (= 17)   |  |  |       |  |  |                                      |  |  |                                      |  |
| 1. Federico Enrico di Prussia      |                                   | 11. Guglielmina di Prussia           |                                               |  |  |       |  |  |                                      |  |  |                                      |  |
|                                    | 12. Giorgio di Sassonia-Altenburg | 24. Federico di Sassonia-Altenburg   |                                               |  |  |       |  |  |                                      |  |  |                                      |  |
|                                    | 12. Giorgio di Sassonia-Altenburg | 24. Federico di Sassonia-Altenburg   |                                               |  |  |       |  |  |                                      |  |  |                                      |  |
|                                    | 12. Giorgio di Sassonia-Altenburg | 25. Carlotta di Meclemburgo-Strelitz |                                               |  |  |       |  |  |                                      |  |  |                                      |  |
| 6. Ernesto I di Sassonia-Altenburg | 12. Giorgio di Sassonia-Altenburg |                                      |                                               |  |  |       |  |  |                                      |  |  |                                      |  |
|                                    |                                   | 13. Maria di Meclemburgo-Schwerin    | 26. Federico Ludovico di Meclemburgo-Schwerin |  |  |       |  |  |                                      |  |  |                                      |  |
|                                    |                                   | 13. Maria di Meclemburgo-Schwerin    | 26. Federico Ludovico di Meclemburgo-Schwerin |  |  |       |  |  |                                      |  |  |                                      |  |
|                                    |                                   | 13. Maria di Meclemburgo-Schwerin    | 27. Elena Pavlovna Romanova                   |  |  |       |  |  |                                      |  |  |                                      |  |
| 3. Maria di Sassonia-Altenburg     |                                   | 13. Maria di Meclemburgo-Schwerin    |                                               |  |  |       |  |  |                                      |  |  |                                      |  |
|                                    |                                   | 14. Leopoldo IV di Anhalt-Dessau     | 28. Federico di Anhalt-Dessau                 |  |  |       |  |  |                                      |  |  |                                      |  |
|                                    |                                   | 14. Leopoldo IV di Anhalt-Dessau     | 28. Federico di Anhalt-Dessau                 |  |  |       |  |  |                                      |  |  |                                      |  |
|                                    |                                   | 14. Leopoldo IV di Anhalt-Dessau     | 29. Amalia d'Assia-Homburg                    |  |  |       |  |  |                                      |  |  |                                      |  |
| 7. Agnese di Anhalt                |                                   | 14. Leopoldo IV di Anhalt-Dessau     |                                               |  |  |       |  |  |                                      |  |  |                                      |  |
|                                    |                                   | 15. Federica di Prussia              | 30. Luigi di Prussia                          |  |  |       |  |  |                                      |  |  |                                      |  |
|                                    |                                   | 15. Federica di Prussia              | 30. Luigi di Prussia                          |  |  |       |  |  |                                      |  |  |                                      |  |
|                                    |                                   | 15. Federica di Prussia              | 31. Federica di Meclemburgo-Strelitz          |  |  |       |  |  |                                      |  |  |                                      |  |
|                                    |                                   | 15. Federica di Prussia              |                                               |  |  |       |  |  |                                      |  |  |                                      |  |